# Gyula Lóránt
Gyula Lóránt (Kiseg, 6. veljače 1923. – Solun, 31. svibnja 1981.), često zvan i Gyula Lipovics ili Lóránt Gyula, bio je mađarski nogometaš i trener. Igrao je kao branič i vezni igrač za, između ostalog, Vasas SC, Honvéd i Mađarsku.
Tijekom 1950-ih godina, bio je jedan od istaknutijih članova legendrane mađarske reprezentacije poznate kao Moćni Mađari, koja je uključivala i Ferenca Puskása, Zoltána Czibora, Sándora Kocsisa, Józsefa Bozsika i Nándora Hidegkutija. 
Nakon kraja igračke karijere, Lóránt je postao nogometni trener, najpoznatiji po uspjesima s Honvédom,Bayern Münchenom i PAOK-om. Kao trener PAOK-a, osvojio je grčko prvenstvo 1976. godine. Dana 31. svibnja 1981. godine, dok je još bio trener PAOK-a, na utakmici protiv Olympiacosa je dobio srčani udar i preminuo.

## Karijera

### Igračka karijera
Lóránt je nogometnu karijeru započeo kao mladi igrač lokalnog Kõszega SE. Zatim je igrao za Nagyváradi AC i UT Arad, dav mađarska kluba koji su u današnjoj Rumunjskoj. Dugo je nastupao za Vasas SC, u kojem je tada igrala i velika zvijezda Mađarske, Ladislao Kubala, i gdje se Lóránt razvio i uvelike napredovao. Međutim kad je u siječnju 1949. Mađarska postala komunistička država, Kubala je osnovao svoj nogometni klub u inozemstvu, zvan Hungaria. Lóránt je pokušao pobjeći s Kubalom, ali je bio uhvaćen i zatvoren.

### Reprezentativna karijera
Lóránt je izašao iz pritvora nakon intervencije Gusztáva Sebesa, izbornika mađarske reprezentacije. Lóránt je nakon toga debitirao za reprezentaciju, točnije 19. kolovoza 1949. protiv Austrije. Kad se pridružio Honvédu iz Budimpešte, postao je suigrač šestorici mađarskih reprezentativaca. Kao član legendarne zlatne momčadi, Moćnih Mađara, Lóránt je pomogao reprezentaciji u osvajanju zlatne medalje na Olimpijskim Igrama 1952. i na Srednjoeuropskom nogometnom prvenstvu 1953.; kao i u osvajanju drugog mjesta na Svjetskom nogometnom prvenstvu 1954. godine.

### Trenerska karijera
1962. godine Lóránt je postao trener mađarskog Honvéda i tako označio počletak svoje bogate trenerske karijere. Trenirao je mnoge mađarske i inozemne klubove, poput Debrecena, Kaiserslauterna, Duisburga, Kölna, Kickersa iz Offenbacha, PAOK-a, Eintrachta iz Frankfurta, Bayerna iz Münchena i Schalkea.

## Nagrade i uspjesi

### Igrač
Mađarska
- Olimpijske igre:
  - Prvaci: 1952.
- Srednjoeuropsko nogometno prvenstvo:
  - Prvaci: 1953.
- Svjetsko prvenstvo:
  - Doprvaci: 1954.

Nagyváradi AC
- Mađarsko prvenstvo:
  - Prvaci: 1944.

UTA Arad
- Rumunjsko prvenstvo:
  - Prvaci: 1947.

Honvéd
- Mađarsko prvenstvo:
  - Prvaci: 1952., 1954., 1955.

### Trener
PAOK Thessaloniki FC
- Grčko prvenstvo:
  - Prvaci: 1976.

## Vanjske poveznice
- Biografija na UEFA.com
- Statistika u Mađarskoj